# Somali Women's Democratic Organization
Somali Women's Democratic Organization (SWDO) var en riksorganisation för kvinnors rättigheter i Somalia, grundad 1977. 
SWDO grundades av president Mohammad Siyad Barres parti Somaliska revolutionära socialistiska partiet till minne av nationalhjältinnan Hawo Tako. Dess uppgift var att stödja kommunistpartiets princip om jämlikhet mellan könen i Somalia. 
Kvinnlig rösträtt och valbarhet infördes vid Somalias självständighet, men utöver detta prioriterades inte kvinnors rättigheter förrän efter kommunismens övertagande 1969. Kommunistpartiets familjelag från 1975 utmanade landets traditionella muslimska seder genom att begränsa polygamin och införa lika rättigheter för könen ifråga om skilsmässa och arvsrätt, och två år senare grundades SWDO för att stödja regimens jämlikhetspolitik. Det var en statlig förening och dess funktionärer utsågs av regeringen. 
SWDO nådde framgång under 1970- och 1980-talen, när kvinnor engagerade sig offentligt i samhället inom utbildning, yrkesliv, ekonomin, militären och politiken. Dess arbete gjorde dock att jämställdhet associerades med diktaturen och sågs som en fiende till religionen. Efter diktaturens fall 1991 och utbrottet av Inbördeskriget i Somalia försämrades kvinnors situation kraftigt och de rättigheter som SWDO hade symboliserat offentligt avskaffades och ersattes med islamisk rätt. 